# Ribeirão Escurinho
Ribeirão Escurinho (portugisiska: Ribeirão do Escurinho) är ett vattendrag i Brasilien.   Det ligger i delstaten Minas Gerais, i den sydöstra delen av landet, 240 km sydost om huvudstaden Brasília.
Omgivningarna runt Ribeirão Escurinho är huvudsakligen savann. Runt Ribeirão Escurinho är det mycket glesbefolkat, med 6 invånare per kvadratkilometer.